# David Franz
David Franz (* 28. Oktober 1992 in Linz) ist ein österreichischer Eishockeyspieler, der seit 2018 beim EHC Lustenau in der Alps Hockey League unter Vertrag steht.

## Karriere
David Franz begann seine Karriere in seiner Heimatstadt beim EHC Linz und spielte dort ab der Saison 2012/13 in der Kampfmannschaft.

## Karrierestatistik
(Legende zur Spielerstatistik: Sp oder GP = absolvierte Spiele; T oder G = erzielte Tore; V oder A = erzielte Assists; Pkt oder Pts = erzielte Scorerpunkte; SM oder PIM = erhaltene Strafminuten; +/− = Plus/Minus-Bilanz; PP = erzielte Überzahltore; SH = erzielte Unterzahltore; GW = erzielte Siegtore; 1 Play-downs/Relegation; Kursiv: Statistik nicht vollständig)